# Pseudochalaraspidum hanseni
Pseudochalaraspidum hanseni is een kreeftachtigensoort uit de familie van de Lophogastridae. De wetenschappelijke naam van de soort is voor het eerst geldig gepubliceerd in 1962 door Birstein & Tchindonova.